# 今橋理子
今橋 理子（いまはし りこ、1964年 - ）は、日本の研究者。学習院女子大学国際文化交流学部教授。専門は、日本美術史（江戸絵画史）、比較日本文化論、アーツマネジメント。

## 人物
東京都港区生まれ。比較文学比較文化研究者の今橋映子（東京大学大学院総合文化研究科教授）は姉。
主な研究テーマは、18-19世紀日本における絵画と博物学の関係。とくに花鳥画に詳しく、美人画との近接画題に関する研究も行う。また江戸時代中期に興った桜画派「三熊派（みくまは）」の命名者である。2018年からは博物学的見地から近世・近代の工芸作品の再検証を行い、秋田蕗摺を印葉図との関係において、日本博物史上に位置付ける論を発表している。
1995年博士論文を刊行した『江戸の花鳥画』で、サントリー学芸賞、および芸術選奨新人賞を受賞。サントリー学芸賞は、姉の受賞の翌年のもの。 
東海大学専任講師、学習院女子大学助教授、2007年教授。国際日本文化研究センター客員助教授も務めた。2010年『秋田蘭画の近代』で和辻哲郎文化賞受賞。
2022年以降は「美術と自然物標本をめぐる比較芸術的研究」を研究中。
2025年4月から『毎日新聞』紙上で、美術展を機縁とした時評の姉妹連載〈美の越境〉（今橋映子と）を開始。

## 学歴
- 1983年 学習院女子高等科 卒業
- 1987年 学習院大学文学部哲学科 卒業、同年に学習院大学大学院人文科学研究科博士前期課程哲学専攻 入学
- 1989年 学習院大学大学院人文科学研究科博士後期課程哲学専攻 入学
- 1993年 同課程 単位取得満期退学
- 1994年 博士（哲学）取得（学習院大学）

## 職歴
- 1992年-1994年 日本学術振興会特別研究員（PD）
- 1994年-1998年 東海大学文学部専任講師
- 1998年-2007年 学習院女子大学国際文化交流学部助教授
- 2002年-2004年 学習院大学文学部兼任講師
- 2004年-2006年 国際日本文化研究センター客員助教授
- 2007年- 学習院女子大学国際文化交流学部教授
- 2014年-2015年 同学部日本文化学科主任
- 2020年-2023年 学習院女子大学大学院国際文化交流研究科委員長

## 受賞歴
- 『江戸の花鳥画――博物学をめぐる文化とその表象』（1995年）-第17回サントリー学芸賞、第46回芸術選奨文部大臣新人賞
- 『江戸絵画と文学』（1999年）-第12回国華賞
- 『秋田蘭画の近代』（2009年）-第22回和辻哲郎文化賞
- The Akita Ranga School and The Cultural Context in Edo Japan（Ruth S. McCreery翻訳、2016年）-第52回日本翻訳出版文化賞

## 主要著作

### 単著
- 『江戸の花鳥画 - 博物学をめぐる文化とその表象』（スカイドア、1995年／講談社学術文庫、2017年）ISBN 978-4062924122
- 『江戸絵画と文学 - 〈描写〉と〈ことば〉の江戸文化史』（東京大学出版会、1999年）ISBN 978-4130802017
- 『江戸の動物画 - 近世美術と文化の考古学』（東京大学出版会、2004年）ISBN 978-4130802048
- 『秋田蘭画の近代 - 小田野直武「不忍池図」を読む』（東京大学出版会、2009年）ISBN 978-4130802123
- 『兎とかたちの日本文化』（東京大学出版会、2013年）ISBN 978-4130830614
- The Akita Ranga School and The Cultural Context in Edo Japan（Ruth S. McCreery翻訳、International House of Japan, Inc. 2016年）ISBN 978-4924971417
- 『桜狂の譜 - 江戸の桜画世界』（青幻舎、2019年）ISBN 978-4861527111

#### 共著
- 『江戸名作画帖全集 第八巻 博物図譜』（駸々堂出版、1995年）ISBN 978-4397504082
- 『花の変奏 - 花の日本文化』（ぺりかん社、1997年）ISBN 978-4831507594
- 『日本の博物図譜 - 十九世紀から現代まで』（東海大学出版会、2001年）ISBN 978-4486031536
- 『展覧会カタログの愉しみ』（東京大学出版会、2003年）ISBN 978-4130830362

## 解説
- 『花木真寫 植物画の至宝』（源豊宗・北村四郎著、淡交社、2005年）ISBN 978-4473032768
- 『日本洋画の曙光』（平福百穂著、岩波文庫、2011年）ISBN 978-4003357613